# طلتروس وثاب
طلتروس وثاب (الاسم العلمي: Talitrus tripudians) هو نوع من المفصليات يتبع جنس الطلتروس من الفصيلة الطلتروسية.